# Canadaga
Canadaga («канадская птица») — вымерший род нелетающих птиц позднего мелового периода. Включает единственный вид Canadaga arctica. Животное обитало в мелководных морях возле нынешних островов Байлот и Девон в провинции Нунавут, Канада. Окаменелости найдены в породах, сформировавшихся с кампанского по середину маастрихтского веков (67 миллионов лет назад).
Canadaga — представитель гесперорнисов (Hesperornithes), нелетающих зубастых морских птиц мелового периода. В пределах отряда Canadaga принадлежит семейству гесперорнисовые (Hesperornithidae) наряду с гесперорнисом — хорошо изученным титульным родом.

## Описание
C. arctica — один из крупнейших гесперорнисов, птица достигала в длину 2,2 м. Это также один из последних представителей группы. В отличие от родственных видов, которые обитали в основном в субтропических и тропических водах, C. arctica, похоже, распространилась в умеренных или даже субарктических регионах.
Вид описан по трём объединённым шейным позвонкам, одному хвостовому позвонку и двум бедренным костям.